# Shavkapito

Mukhrani är ännu inte en egen PDO/Appellation.

Shavkapito (Georgiska: შავკაპიტო) är en georgisk blå druva, vars namn betyder ungefär "vin med svarta grenar" och ett synonymt namn är "Bluewood". Shavkapito var nära utrotning och år 2004 fanns bara 10 hektar kvar i Georgien. Men år 2009 kunde ett vin buteljeras till försäljning för första gången på ett sekel. Dock fanns ingen officiell statistik (2016) om att den odlades kommersiellt. På 1800-talet var det en av de mest planterade druvorna i Georgien. Chateau Mukhrani, en halvtimme från Tbilisi, är en av de producenter som nysatsar på denna druva, som har stor potential har det visat sig. Fler odlare planterar den och i Bolnisi PDO, Kartlien, växer den bra på den mark som är kalkrik.Sorten är i gruppen "medel" när det gäller hur mottaglig den är för sjukdomar. Det samma gäller avkastning per ytenhet, den är varken i gruppen som ger mest eller i gruppen som ger minst.
Problemet med Shavkapito är att den riskerar det som kallas millerandage på vinspråk. Det innebär att den kan få druvklasar där druvorna är olika stora och uppnår olika mognadsgrad. Detta beror på att den blommar tidigt på våren med relativt få blommor och om det då samtidigt är regnigt, kallt och allmänt ruskväder, tar blommorna skada. De små outvecklade bären ger då oönskad smak till vinet, som överdriven syrlighet och "grönt" där man inte vill ha det.
Shavkapito är terroirberoende och kan producera helt olika viner beroende på växtplats. Växer den nere i dalarna kan den ge ett vin med fyllighet och full kropp. Uppe på sluttningarna ger druvan ett lättare och friskare, mer aromatiskt vin. Shavkapito är känslig för blöta växtplatser och skall växa väldränerat.
Färgen på det färdiga vinet är förhållandevis ljus jämfört med de flesta andra röda. Shavkapito görs både i kvevri och enligt europeisk metod.